# 봄바디어 CRJ700 시리즈
봄바디어 CRJ700 시리즈는 캐나다의 봄바디어에서 제작한 70~100인승 제트여객기이다. 세부기종 및 파생형으로는 봄바디어 CRJ700, 봄바디어 CRJ900과, 봄바디어 CRJ1000이 있다.

## 개발경쟁
봄바디어 CRJ시리즈는 캐나다산 지역 여행용 여객기로 다음 기종들과 경쟁하고 있다.
- 미국 - 보잉 737 3,200만 달러
- 유럽 - 에어버스 A320 5,600만 달러
- 일본 - 미쓰비시 MRJ
- 중국 - ACAC ARJ21 2,000만 달러
- 러시아 - 수호이 슈퍼제트 100
- 브라질 - 엠브라이르 E-Jets
- 캐나다 - 봄바디어 CRJ700 3,900만 달러
- 네덜란드 - 포커 100

## 같이 보기
- 안토노프 An-148
- 코맥 ARJ21
- 엠브라에르 E-Jets
- 포커 70
- 수호이 슈퍼제트 100